# Jacques Roman
Pour les articles homonymes, voir Roman et Poissonnier (homonymie).
 (décembre 2024).
Œuvres principales
- Romans :
  - L'Ouvrage de l'Insomnie, 1999

Jacques Roman, né Jacques Poissonnier le 1er juillet 1948 à Dieulefit, est un acteur, metteur en scène, réalisateur et écrivain français, vivant depuis de nombreuses années dans le canton de Vaud en Suisse. Il travaille pour le théâtre et Radio suisse romande.

## Biographie
Jacques Roman s'est formé auprès de Samson Fainsilber et de Tania Balachova. Il arrive en Suisse romande en 1970 et débute dans des groupes de Théâtres-animations à La Chaux-de-Fonds et à Fribourg (Suisse). En 1981, André Steiger le met en scène dans Victor ou les enfants au pouvoir de Roger Vitrac au Théâtre de Vidy. Il travaille alors sous la direction de Martine Paschoud, Hervé Loichemol, Stuart Seide et Benno Besson.
Dès 1984, il réalise des mises en scène sous la forme monologique d'abord puis avec plusieurs acteurs. De 1989 à 1991, il participe aux spectacles de Matthias Langhoff au Théâtre de Vidy-Lausanne, notamment La Mission de Heiner Muller ou Macbeth de Shakespeare. De 1998 à 1999, il met en lecture plusieurs textes au Théâtre Arsenic de Lausanne. Avec François Marin, il réalise en 1999 Tamerlan de Michel Deutsch. En 2003, il participe au projet commun de la Cie Marin et de la Bibliothèque cantonale et universitaire de Lausanne visant à faire entendre les voix de la création littéraire contemporaine de Suisse romande.
Acteur, metteur en scène, réalisateur, animateur et auteur, ce passionné des mots a publié de nombreux recueils qui, tant par leur forme que par la poésie se dégageant des textes, démontrent l'originalité de sa démarche. On lui doit une pièce radiophonique, un spectacle de théâtre, Les yeux pleins du crime, et des proses poétiques, dont Avant l'heure, Les yeux pleins du crime, Le 208 dans l'allée centrale, Situation générale hier soir. En 2000, il obtient le Prix Édouard-Rod pour L'ouvrage de l'insomnie, éd. Paroles d'Aube. En 2003, paraissent Sur un blanc de terre et d'encre accompagné de deux autres textes précédemment publiés (Paupières de terre / Les Trois P.) Un étranger resté attardé sur la piste et Lettera amorosa.

## Publications
Jacques Roman a publié de nombreux recueils poétiques, une pièce radiophonique, un spectacle de théâtre, Les yeux pleins du crime, et des proses poétiques, comme Avant l'heure, Le 208 dans l'allée centrale, Situation générale hier soir. 
- Le dossier R... ou l'affaire du crochet à viande, Éditions Empreintes, 1983
- Le cri de la fourchette sur une vitre nue, Genève, Eliane Vernay, 1984
- L'ange dans le couloir, Genève, Éditions E. Vernay, 1988
- Fou qui croit remplir l'adresse, Genève, Éditions E. Vernay, 1988
- Un étranger resté attardé sur la piste, Genève, Éditions E. Vernay, 1989
- L'orchestre intérieur dont Éros est le chef, Genève, éditions E. Vernay, 1993
- L'ouvrage de l'insomnie, Éd. Paroles D'aube, 1999; rééd. Vevey, Éditions de l'Aire, 2001
- Toutes les vertus du désert, Vevey, Éditions de l'Aire, Vevey, 2002
- L'ardeur de l'ombre : poèmes, Vevey, Éditions de l'Aire, 2004
- La chair touchée du temps, Genouilleux, éd. La Passe du vent, 2005
- Je vois loin des yeux, Genève, Labor et Fides, 2005
- Je ne me souviens pas, Genève, Le Miel de l'Ours, 2005
- Marie pleine de larmes, Lignes Manifeste, 2006
- Du monde du chagrin (avec Bernard Noël), Montrouge, Éditions Paupières de terre, 2006
- Je vous salue l’enfant maintenant et à l’heure de notre mort, Vevey, Éditions de l’Aire, 2008
- D'entente avec oui, Montrouge, Éditions Paupières de terre, 2008
- Écrits dans le regard de Hans Bellmer, éditions Notari, 2009
- La nuit tournoie passionnée, Moudon, Éditions Empreintes, 2009
- L'élan, l'abandon, Éditions Samizdat, 2010
- Traversée, Genève, Éditions Zoé, 2010
- Les Os d’Eros, Vevey, Éditions de l'Aire, 2011
- Tout bêtement ;  en rêvant à partir des illustrations de Carll Cneut, illustrations de Carll Cneut, Genève, La Joie de Lire, 2012
- De la contemplation de la page blanche loin de la page blanche, Dessins d’Yves Picquet, Plounéour-Ménez : Isabelle Sauvage, 2012
- Terres de Sienne, Peintures Marie-José Imsand,  Lausanne, Éditions Si, 2013
- Le dit du raturé / Le dit du lézardé, Plounéour-Ménez : Isabelle Sauvage, 2013
- Les Consonnes, Vevey, Le Cadratin, 2013
- J’irai cacher ma bouche dans ma gorge, Préface de Doris Jakubec, Genève, Samizdat, 2013
- Notes vives sur le vif du poème, Plounéour-Ménez : Isabelle Sauvage, 2014
- Les Rencontres emportées, Vevey, L’Aire, 2015, 30 p.,  (ISBN 978-2-917751-46-6)
- Lettres à la cruauté, postface de David Collin, Vevey, Le Cadratin, 2015, 46 p.,  (ISBN 978-2-940248-58-2)
- Communication au monde de l'art sur le secret aveuglant de la Joconde, avec Christophe Fovanna, Lausanne, art&fiction, 2015, 78 p.,  (ISBN 978-2-940377-93-0)

## Livre audio
- Du monde du chagrin (avec Bernard Noël), Montrouge, Éditions Paupières de terre, 2012

## Récompenses
- 2000 : Prix Édouard-Rod pour L'Ouvrage de l'Insomnie, Grigny, éd. Paroles d'Aube, 1999
- 2004 : Bourse culturelle Leenaards

## Filmographie

### Cinéma
- 1973 : Le Retour d'Afrique d'Alain Tanner
- 1976 : Le Grand Soir de Francis Reusser
- 1987 : Happy End de Marcel Schüpbach
- 1990 : À la recherche du lieu de ma naissance de Boris Lehman
- 1995 : Le Roi de Paris de Dominique Maillet
- 1995 : Leçon de Vie de Boris Lehman
- 1996 : Ridicule de Patrice Leconte
- 1996 : Fourbi d'Alain Tanner
- 1998 : Une chance sur deux de Patrice Leconte
- 1999 : Attention aux Chiens de François-Christophe Marzal
- 2000 : 15, Rue des Bains de Nicolas Wadimoff

### Courts métrages
- 1993 : Entre Terre et Ciel de Daniel Duqué
- 2000 : Monde provisoire de Frédéric Choffat et Julie Gilbert

### Télévision
- 1981 : La Meute d'Yvan Butler
- 1982 : La Chambre d'Yvan Butler
- 1984 : Le Rapt de Pierre Koralnik
- 1984 : Série noire, épisode  Noces de Soufre de Raymond Vouillamoz
- 1986 : Série noire, épisode  Piège à Flics de Dominique Othenin-Girard
- 1986 : Série noire, épisode  Le Cimetière des durs  d'Yvan Butler
- 2000 : Le Jardin des autres Roses d'Alex Iordachescu
- 2001 : La Colère du Diable de Chris Vander Stappen
- 2002 : Newsman d'Yvan Butler
- 2007 : Voltaire et l'affaire Calas de Francis Reusser

## Sources
- « Jacques Roman », sur la base de données des personnalités vaudoises sur la plateforme « Patrinum » de la Bibliothèque cantonale et universitaire de Lausanne.
- Henri-Charles Dahlem, Sur les pas d'un lecteur heureux, p. 512
- Roger Francillon, Histoire de la littérature en Suisse romande, vol. 4, p. 454
- Alain Nicollier, Henri-Charles Dahlem, Dictionnaire des écrivains suisses d'expression française, p. 767-769
- Gilbert Salem, Le portrait, 24 Heures 13-14 décembre 2004, p. 34
- Marion Graf, Le Temps, 2004/04/17
- Gilbert Salem, 24 Heures, 2009/03/03, p. 40
- A D S - Autorinnen und Autoren der Schweiz - Autrices et Auteurs de Suisse - Autrici ed Autori della Svizzera